# Karlslunde Strandsogn

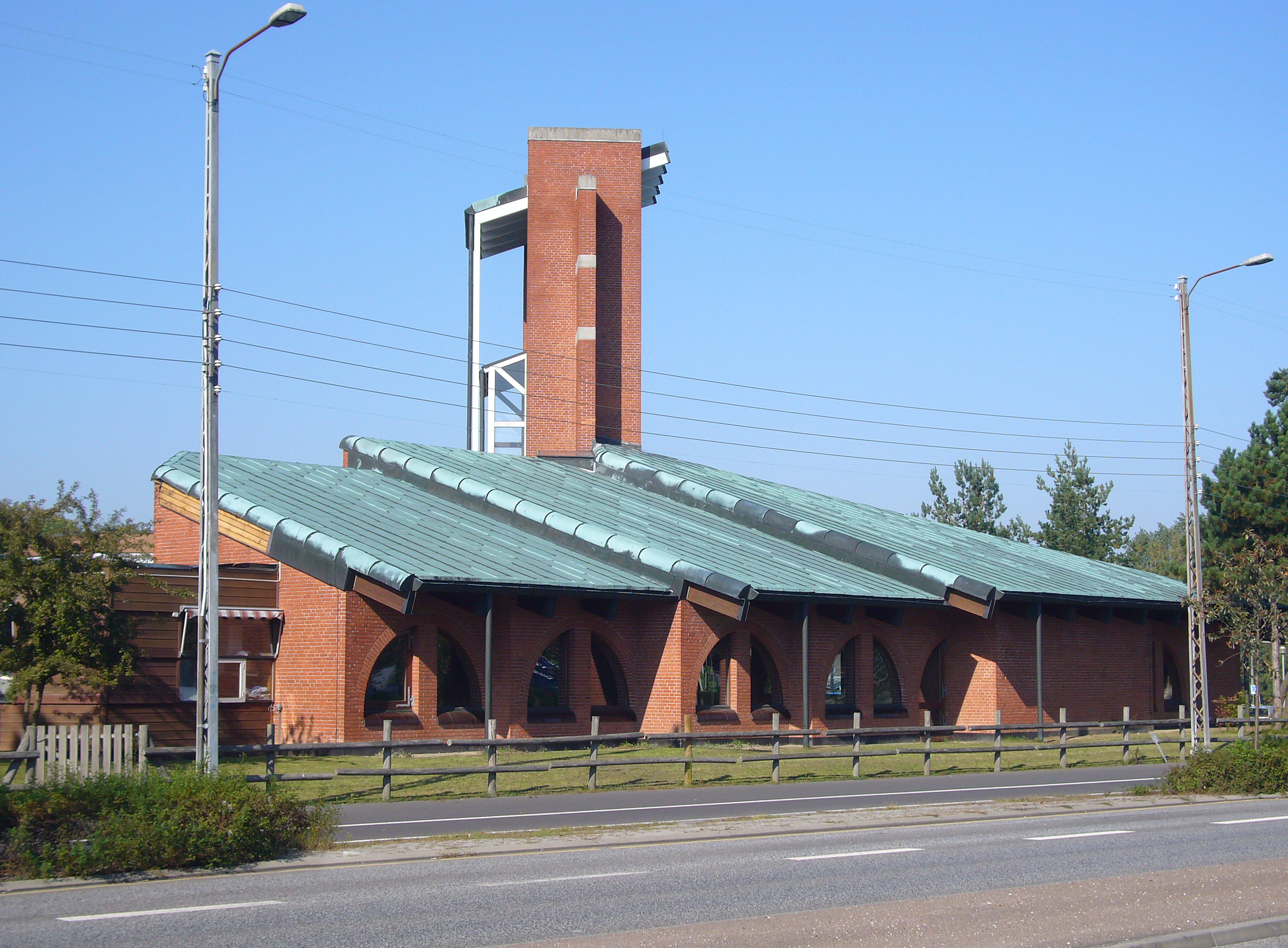
Karlslunde Strandkirke

Karlslunde Strandsogn ist eine Kirchspielsgemeinde (dän.: Sogn) in der Gemeinde Greve im Vorortbereich der dänischen Hauptstadt Kopenhagen. Bis 1970 gehörte sie zur Harde Tune Herred im damaligen Københavns Amt. Mit der Auflösung der Hardenstruktur wurde das Kirchspiel in die Kommune Greve im Roskilde Amt aufgenommen. Die Kommune blieb mit der Kommunalreform zum 1. Januar 2007 unverändert, gehört aber seitdem zur Region Sjælland.
Am 1. Januar 2023 lebten von den 44.119 Einwohnern des Besiedlungsgebietes Greve Strand 7930 Einwohner im Kirchspiel. Auf dem Gebiet der Gemeinde liegt die „Karlslunde Strandkirke“.
Nachbargemeinden sind im Norden Mosede, im Süden auf dem Gebiet der Solrød Kommune das Kirchspiel Karlstrup und im Westen Karlslunde.